# Двукаменка

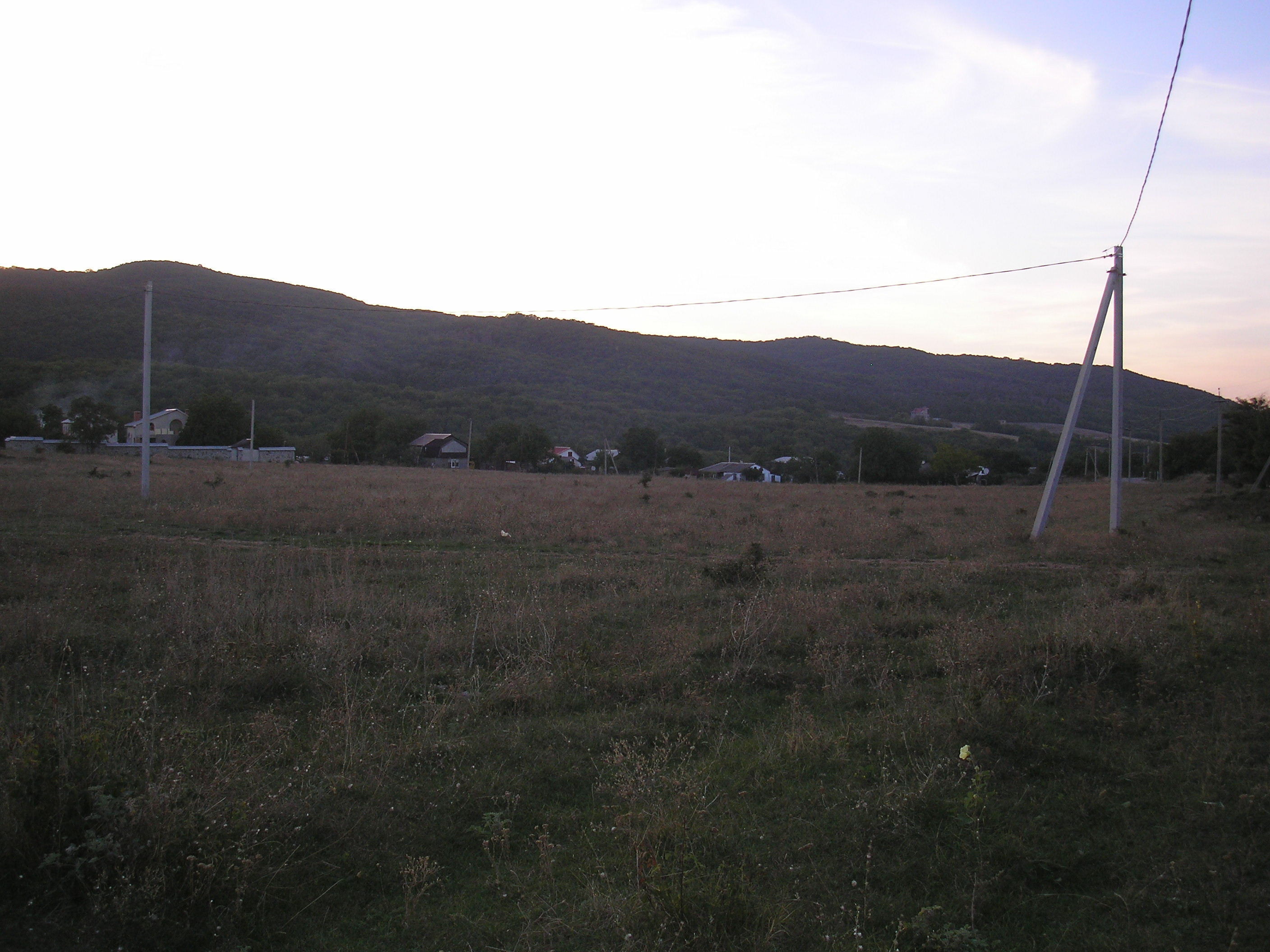
Эта часть села — бывшая Двукаменка

Двука́менка (до 1948 года Эки́-Таш; укр. Двокам'янка, крымскотат. Eki Taş, Эки Таш) — упразднённое село в Симферопольском районе Крыма, включённое в состав Краснолесья. Ныне северо-западная часть села на левом берегу реки Тавель.

## История
Впервые в доступных документах поселение упоминается в «Памятной книге Таврической губернии 1889 года», где по результатам Х ревизии 1887 года записан Эки-Таш Сарабузской волости с 16 дворами и 79 жителями, а на подробной карте 1892 года обозначена деревня Эки-Таш с 16 дворами с русским населением. В дальнейшем, вплоть до 1915 года в учётных документах деревня Эки-Таш (или любое другое поселение под тем же названием) в Подгородне-Петровской волости не числится.
После установления в Крыму Советской власти, по постановлению Крымревкома от 8 января 1921 года была упразднена волостная система и село включили в состав вновь созданного Подгородне-Петровского района Симферопольского уезда, а в 1922 году уезды получили название округов. 11 октября 1923 года, согласно постановлению ВЦИК, в административное деление Крымской АССР были внесены изменения, в результате которых был ликвидирован Подгородне-Петровский район и образован Симферопольский и село включили в его состав. Согласно Списку населённых пунктов Крымской АССР по Всесоюзной переписи 17 декабря 1926 года, в селе Эки-Таш Джалман-Кильбурунского сельсовета (к 1940 году преобразованному в Джалманский) Симферопольского района, числилось 97 дворов, из них 95 крестьянских, население составляло 451 человек. В национальном отношении учтено: 317 русских, 126 греков, 4 татар, 3 украинцев и 1 белорус. К 1940 году был образован в Тавельский сельсовет и село вошло в его состав. В период оккупации Крыма, с 4 по 7 декабря 1943 года, в ходе операций «7-го отдела главнокомандования» 17 армии вермахта против партизанских формирований, была проведена операция по заготовке продуктов с массированным применением военной силы, в результате которой село Эки-Таш было сожжено и все жители вывезены в Дулаг 241.

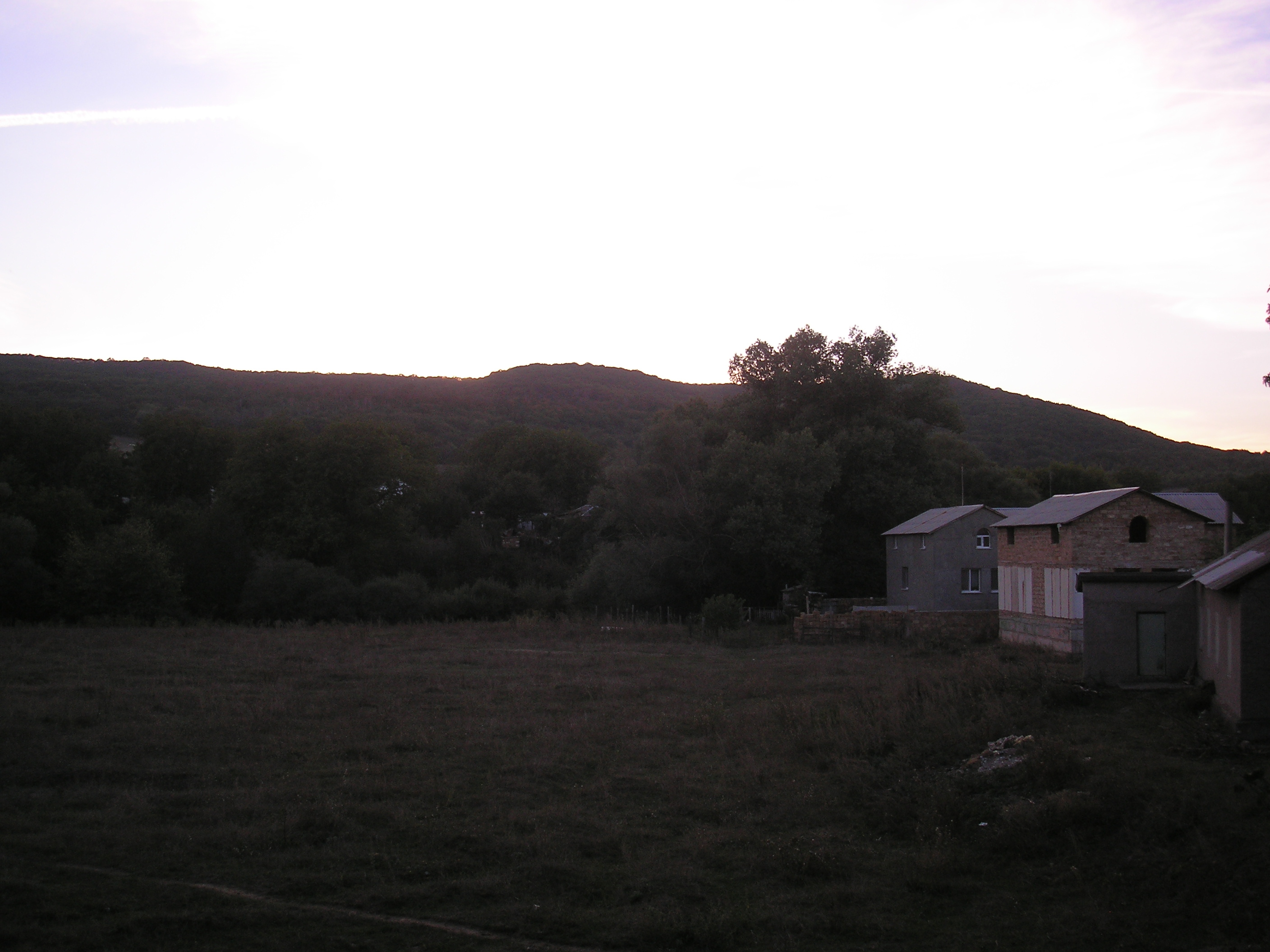
Бывшая Двукаменка

После освобождения Крыма от фашистов, 12 августа 1944 года было принято постановление № ГОКО-6372с «О переселении колхозников в районы Крыма» и в сентябре 1944 года в район приехали первые новосёлы (214 семей) из Винницкой области, а в начале 1950-х годов последовала вторая волна переселенцев из различных областей Украины. С 25 июня 1946 года Эки-Таш в составе Крымской области РСФСР. Указом Президиума Верховного Совета РСФСР от 18 мая 1948 года, Эки-Таш переименовали в Двукаменку. В том же году, решением Симферопольского исполкома, Краснолесский сельсовет был упразднён, а село передали в Добровский. 26 апреля 1954 года Крымская область была передана из состава РСФСР в состав УССР. Решением Крымоблисполкома от 8 сентября 1958 года № 834 Двукаменку присоединили к Краснолесью.